# Tyreek Hill

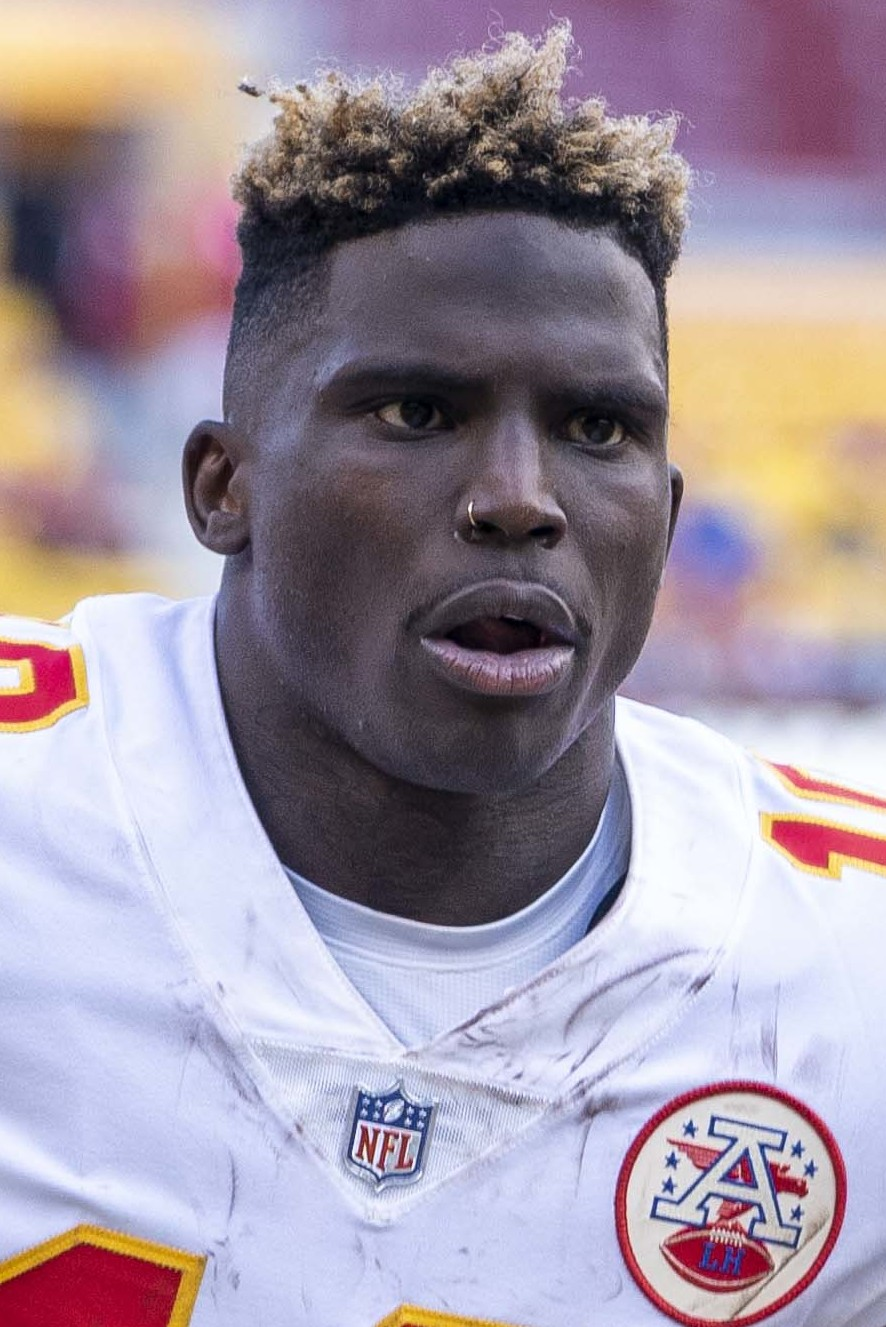
Tyreek Hill, 2021.

Tyreek Hill, född 1 mars 1994 i Douglas i Georgia, är en amerikansk utövare av amerikansk fotboll som spelar som wide receiver (WR) för Miami Dolphins i National Football League (NFL). Han har tidigare spelat för Kansas City Chiefs.
Hill vann Super Bowl LIV, tillsammans med Kansas City Chiefs, för säsongen 2019.
Han draftades i femte rundan i 2016 års draft av Kansas City Chiefs som 165:e spelare totalt.
Innan Hill blev proffs studerade han först vid Oklahoma State University och spelade för universitetets idrottsförening Oklahoma State Cowboys. Hill blev senare överförd till University of West Alabama för spel i West Alabama Tigers.